# مايكل أور
مايكل أور  (بالإنجليزية: Michael Oher)‏ ولد بٱسم مايكل جيروم وليامز جونيور في 28 مايو 1986 بمدينة ممفيس بولاية تينيسي، هو لاعب كرة قدم أمريكية يلعب في معالجة خط الهجوم.
كان يلعب في خط دفاع

## روابط خارجية
- مايكل أور على موقع IMDb (الإنجليزية)
- مايكل أور على موقع إن إن دي بي (الإنجليزية)
- مايكل أور على موقع مرجع كرة القدم المحترفة.كوم (الإنجليزية)